# ROADSTER CHAMPION'S CUP
ROADSTER CHAMPION'S CUP（ロードスター・チャンピオンズ・カップ、略称RCC）とは、東海地区（愛知・三重・岐阜・静岡）の自動車用サーキットで年間3、4戦行われていた自動車レースである。
レース主催・事務局は、オリーブボール（代表・近藤正芳）。ホームグラウンドを鈴鹿ツインサーキットとし、スパ西浦モーターパークでも開催された。
2005年をプレシーズンとし、2006年から2011年まで開催された。参加可能車種は、マツダ（ユーノス）ロードスターNA型・NB型・NC型の3車種限定であり、排気量による区別は無かった。Sタイヤが装着可能なオープンクラス、ECUや吸排気が変更可能なチューンドクラス、ノーマルクラスの3クラスに分けてレースが行われた。
レースは3クラス混走で行われ、予選によるノックダウン方式により2クラスに分けられ行われた。また第一レース通過者のみポイントが与えられ、車両クラス毎に1位・10P / 2位・7P / 3位・5P / 4位・3P / 5位・2P / 6位・1Pが得点集計され、年間チャンピオンが争われた。